# Blercourt
Blercourt est une commune associée du département de la Meuse, en région Grand Est.

## Géographie

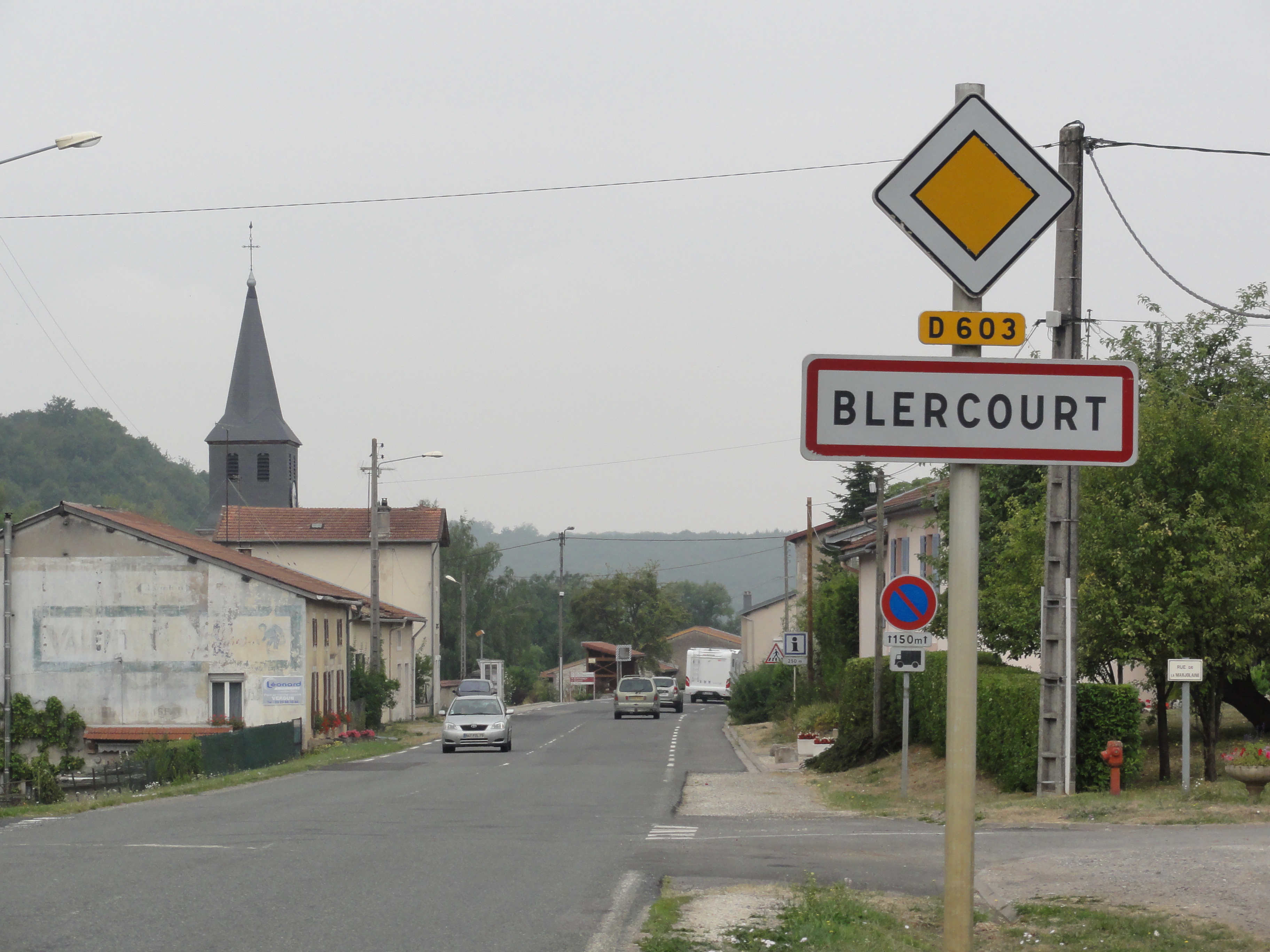
Entrée de Blercourt.

## Toponymie
Anciennes mentions : Berlei-curtis (1049) ; Blerei-curtis (1118) ; Berulci-curtis (1161) ; Bleirecourt (1277) ; Blercour (1656 et 1756) ; Blecourt, Blincourt (1712) ; Blerecuria (1738).
Berlei-curtis en 1049 serait lié au mot Berle dérivé du gaulois berura « cresson d'eau ».

## Histoire
Le 1er janvier 1973, Nixéville devient Nixéville-Blercourt à la suite de sa fusion-association avec Blercourt.

## Lieux et monuments

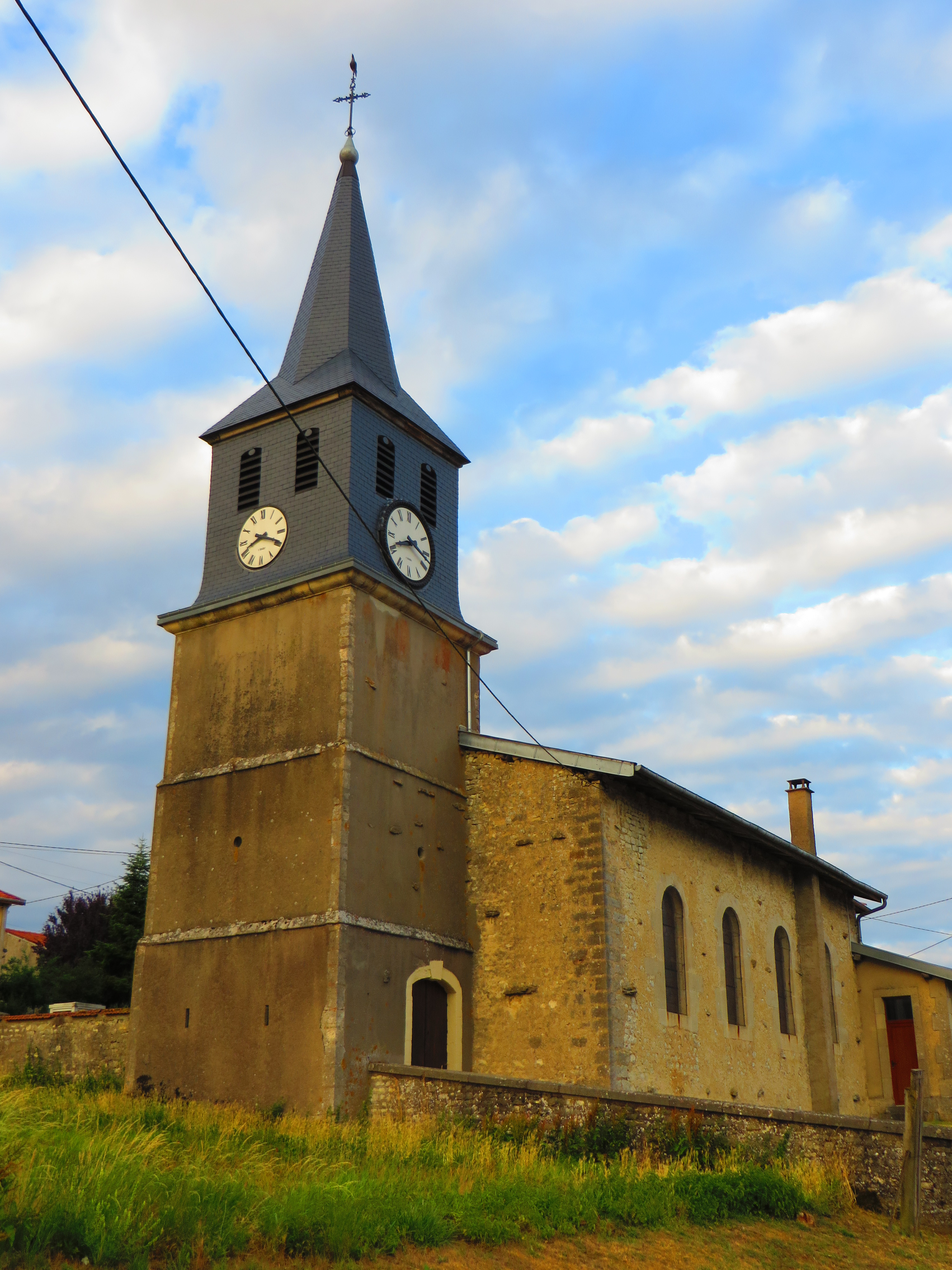
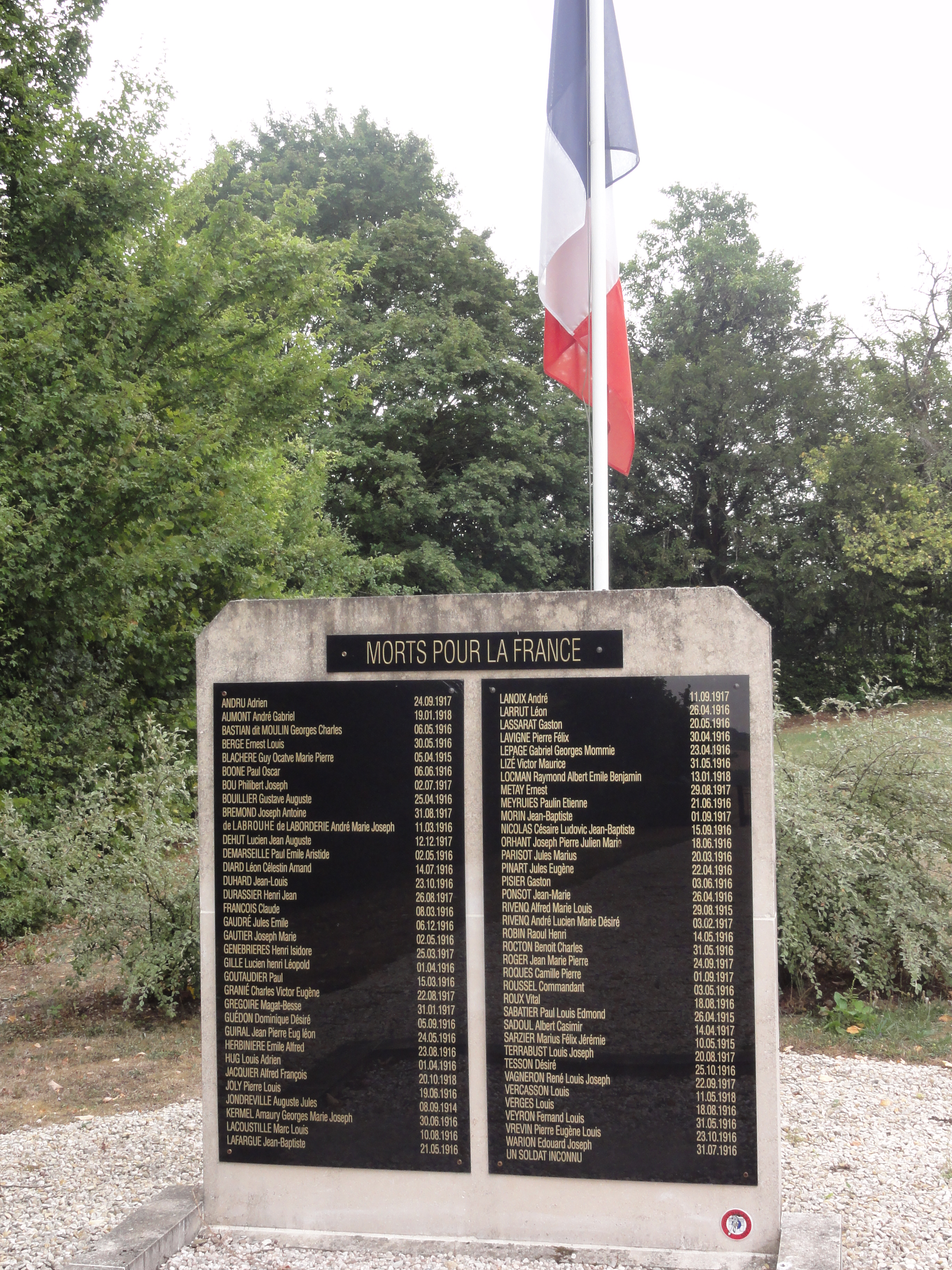

## Politique et administration
| Période                                  | Période  | Identité         | Étiquette | Qualité |
| ---------------------------------------- | -------- | ---------------- | --------- | ------- |
| 2014                                     | En cours | Jean-Noël Postal |           |         |
| Les données manquantes sont à compléter. |          |                  |           |         |

## Démographie
| 1793 | 1800 | 1806 | 1821 | 1831 | 1836 | 1841 | 1846 | 1851 |
| ---- | ---- | ---- | ---- | ---- | ---- | ---- | ---- | ---- |
| 292  | 308  | 313  | 288  | 306  | 286  | 290  | 307  | 301  |

| 1856 | 1861 | 1866 | 1872 | 1876 | 1881 | 1886 | 1891 | 1896 |
| ---- | ---- | ---- | ---- | ---- | ---- | ---- | ---- | ---- |
| 292  | 272  | 251  | 253  | 251  | 226  | 224  | 214  | 200  |

| 1901 | 1906 | 1911 | 1921 | 1926 | 1931 | 1936 | 1946 | 1954 |
| ---- | ---- | ---- | ---- | ---- | ---- | ---- | ---- | ---- |
| 181  | 197  | 199  | 191  | 160  | 156  | 147  | 143  | 116  |

| 1962 | 1968 | - | - | - | - | - | - | - |
| ---- | ---- | - | - | - | - | - | - | - |
| 103  | 151  | - | - | - | - | - | - | - |